# Брет Емертон
Брет Мајкл Емертон (енгл. Brett Michael Emerton; 22. фебруар 1979) бивши је аустралијски фудбалер који је играо по десној страни у одбрани и на средини терена.
Наступао је за Сиднеј олимпик, Фајенорд, Блекберн и Сиднеј у којем је завршио каријеру.
За репрезентацију Аустралије одиграо је 95 утакмица и постигао укупно 20 голова.

## Статистика каријере

### Репрезентативна
| Аустралија | Аустралија | Аустралија |
| Година     | Утакмице   | Голови     |
| ---------- | ---------- | ---------- |
| 1998       | 5          | 0          |
| 1999       | 0          | 0          |
| 2000       | 10         | 1          |
| 2001       | 7          | 3          |
| 2002       | 0          | 0          |
| 2003       | 2          | 1          |
| 2004       | 10         | 4          |
| 2005       | 11         | 2          |
| 2006       | 9          | 0          |
| 2007       | 8          | 1          |
| 2008       | 7          | 4          |
| 2009       | 3          | 1          |
| 2010       | 6          | 0          |
| 2011       | 13         | 1          |
| 2012       | 4          | 2          |
| Укупно     | 95         | 20         |

## Успеси
Фајенорд
- Куп УЕФА: 2001/02.[2]